# TMEM178B
TMEM178B (англ. Transmembrane protein 178B) – білок, який кодується однойменним геном, розташованим у людей на 7-й хромосомі. Довжина поліпептидного ланцюга білка становить 294 амінокислот, а молекулярна маса — 33 409.
| 10         |  | 20         |  | 30         |  | 40         |  | 50         |
| ---------- |  | ---------- |  | ---------- |  | ---------- |  | ---------- |
| MAAGRLLLYT |  | GLSLALCALG |  | MLAVAICSDH |  | WYETDARKHR |  | DRCKAFNTRR |
| VDPGFIYNNN |  | NNLPLRASRS |  | RLDRWEGKLL |  | RARNRRQLFA |  | MSPADECSRQ |
| YNSTNMGLWR |  | KCHRQGFDPE |  | IAALIRKGEI |  | ERCTYIKYHY |  | SSATIPRNLT |
| FNITKTIRQD |  | EWHALHLRRM |  | TAGFMGMAVA |  | IILFGWIIGV |  | LGCCWDRGLM |
| QYVAGLLFLM |  | GGTFCIISLC |  | TCVAGINFEL |  | SRYPRYLYGL |  | PDDISHGYGW |
| SMFCAWGGLG |  | LTLISGFFCT |  | LAPSVQPVPR |  | TNYPKSRPEN |  | GTVC       |

A: Аланін

C: Цистеїн

D: Аспарагінова кислота

E: Глутамінова кислота

F: Фенілаланін

G: Гліцин

H: Гістидин

I: Ізолейцин

K: Лізин

L: Лейцин

M: Метіонін

N: Аспарагін

P: Пролін

Q: Глутамін

R: Аргінін

S: Серин

T: Треонін

V: Валін

W: Триптофан

Локалізований у мембрані.